# Wojciech Korfanty
Pour les articles homonymes, voir Korfanty.
Wojciech Korfanty (de son vrai nom Adalbert Korfanty), né le 20 avril 1873 à Sadzawka, alors sous administration allemande, et mort le 17 août 1939 à Varsovie, est un militant indépendantiste et homme politique polonais, chef de file de la démocratie chrétienne en Pologne. Premier député polonais au parlement prussien où il défend les droits des Polonais discriminés et soumis à la germanisation forcée au sein de l'Empire allemand, il prend la tête des insurrections de Silésie, qui débouchent sur l'attachement d'une partie de la Haute-Silésie à l'État polonais en 1922. Député à la Diète polonaise, sénateur et ministre, il s'oppose au coup d'État du maréchal Piłsudski en 1926.

## Biographie
Né dans une famille de mineurs, Wojciech Korfanty est exclu de son lycée à Katowice pour ses activités patriotiques et des propos contre le chancelier allemand Bismarck. Grâce à l'intervention du comte Józef Kościelski, un député polonais au Reichstag, Korfanty obtient son diplôme du lycée en décembre 1895, puis entreprend des études à l'École polytechnique de Charlottenburg. À l'automne 1896, il change d'établissement pour poursuivre ses études à l'Université royale de Wrocław, où il termine deux semestres à la faculté de philosophie. Faute d'argent, il interrompt ses études et pendant deux ans travaille en tant que percepteur du jeune aristocrate lituanien Witold Jundziłło qu'il accompagne dans ses voyages en Europe. Il reprend les études en mai 1901, à l'Université de Berlin, mais en fin de compte, il ne les termine pas, absorbé par son activité politique.

### Défenseur des intérêts polonais
Dans les années 1901-1908, Korfanty milite au sein de la Ligue nationale, une organisation indépendantiste polonaise qui opère dans la clandestinité sur l'ensemble des terres polonaises occupés par la Russie, la Prusse et l'Autriche. C'est au sein de ce mouvement à caractère démocratique national qu'il rencontre Roman Dmowski. Il fréquente aussi les cercles socialistes. Les sociaux-démocrates et les partisans de la Ligue nationale ne forment pas encore à cette époque des camps politiques hostiles. À partir de 1901, il travaille comme rédacteur en chef du journal Górnoślązak (Hautsilésien). En 1902, il est emprisonné pour ses articles. Le procès et la condamnation lui procurent l'aura du martyr pour la cause polonaise et Korfanty gagne en popularité. Cela se traduit par son obtention d'un mandat de député au Reichstag et au Landtag prussien en 1903. Korfanty est le premier homme politique concourant avec succès sous des slogans résolument nationaux polonais. 
Au Reichstag où il siège jusqu'à 1912, il rejoigne le Club polonais qui rassemble les députés polonais de Grande-Pologne et de Poméranie. Il milite pour la restauration de la langue polonaise dans les écoles, les tribunaux et les bureaux, l'octroi aux Polonais des droits égaux aux Allemands dans la vie politique et l'arrêt de la discrimination à leur égard. 
En octobre 1903, Korfanty se marie à Cracovie avec Elżbieta Sprott avec laquelle il a quatre enfants. 
Désapprouvant la politique de coopération avec la Russie de Roman Dmowski, Korfanty quitte en 1907 ou 1908 la Ligue nationale. 
La Première Guerre mondiale fait renaître l'espoir de la fin de la main mise prussienne et autrichienne sur la Silésie. La défaite allemande et l'éclatement de l'empire Austro-Hongrois ne font que le renforcer. Korfanty se rend célèbre avec le discours qu'il prononce le 25 octobre 1918 au parlement allemand, dans lequel il exige que toutes les terres polonaises occupées par la Prusse soient restituées à l'État polonais. 

### Insurrection de la Grande-Pologne
Après le recouvrement de l'indépendance par la Pologne, Korfanty s'installe à Poznań. Les frontières du nouvel état restent à tracer et il participe activement dans la lutte pour que la Pologne récupère l'ensemble de ses anciens territoires. Bien qu'il coordonne la création d'organisations polonaises militaires, Korfanty n’est pas partisan de la rébellion armée. Il parie sur la diplomatie et les résultats des négociations à la conférence de paix. À Noël 1918, il accueille à Gdańsk Ignacy Paderewski et l'accompagne dans son voyage à Poznań. L'arrivée du célèbre pianiste et émissaire de la cause polonaise dans le monde est une étincelle qui provoque l'insurrection de la Grande-Pologne. Korfanty tente d'empêcher une escalade, mais le soulèvement s'étend à presque la totalité Grande-Pologne et une partie de la Poméranie. Korfanty participe aux pourparlers d'armistice à Berlin, en comptant sur la médiation alliée pour mettre terme aux combats. Une trêve est conclue le 16 février 1919.

### Insurrections de Silésie

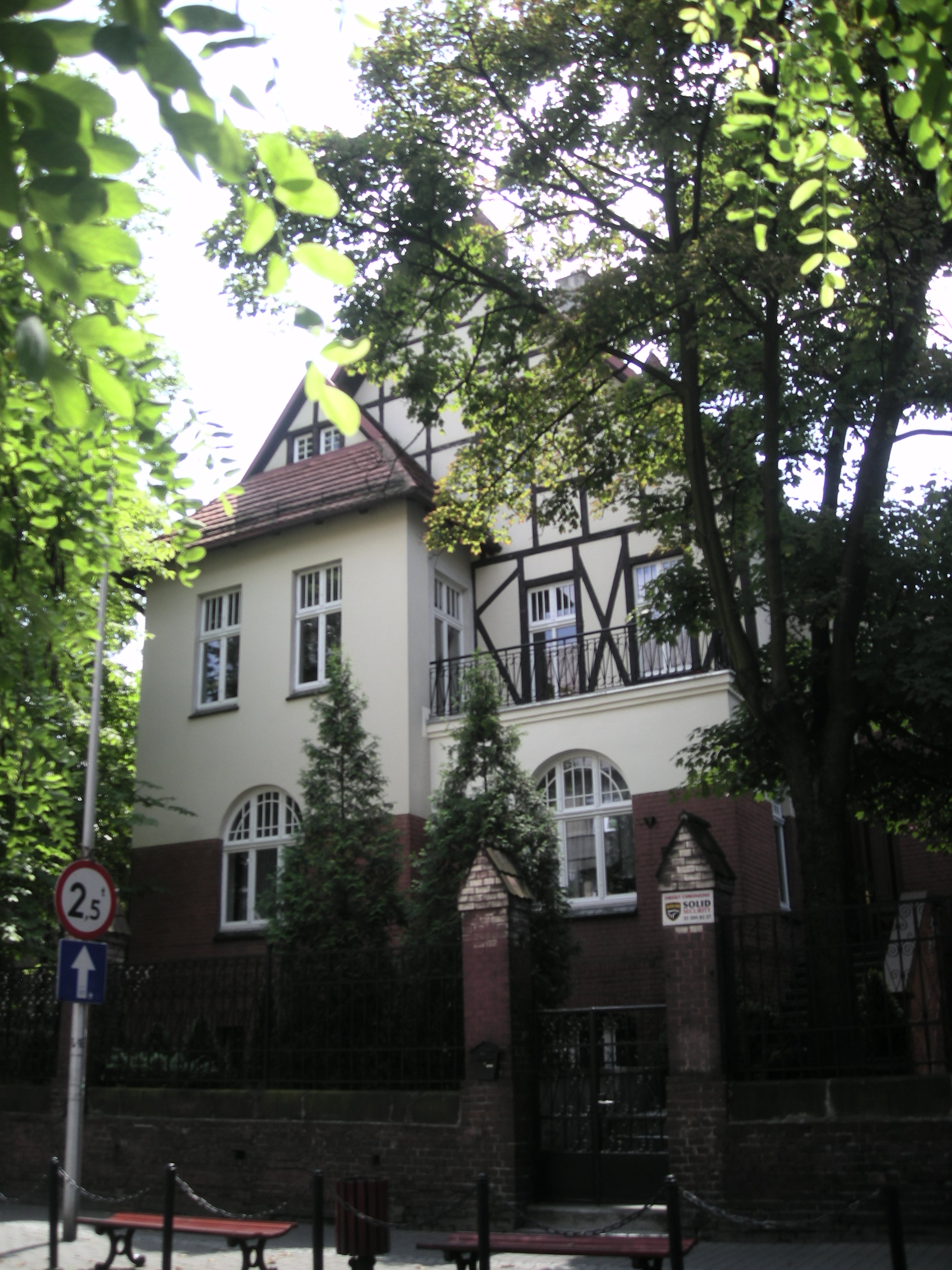
Villa Korfantówka au 23 rue Powstańców à Katowice, conçue par Paul Franzioch et érigée dans les années 1908-1909, elle est la demeure de Wojciech Korfanty à partir de 1923.

L'État polonais qui se reconstruit ne réussit pas à gagner sur le tracé de sa frontière sud-ouest. Korfanty espère que la région de sa Haute-Silésie natale reviendra à la Pologne au cours des accords de paix. À la conférence de Paris, la délégation polonaise soulève la question du rattachement à la  Pologne de la majorité de la Haute-Silésie prussienne. Pendant ce temps, des structures de la Polska Organizacja Wojskowa (Organisation militaire polonaise) qui se créent en Silésie se préparent pour une solution militaire. La révolte éclate la nuit du 16 au 18 août 1919. Mal préparée, elle est rapidement matée. Les autorités allemandes en place commencent alors la chasse aux organisations pro-poloniennes et arrêtent les militants. Pour atténuer la répression allemande, Korfanty fait venir dans la région une mission militaire alliée dirigé par le général français Charles Joseph Dupont. 
Contrairement aux espérances de Korfanty, le traité de Versailles, ne règle pas le sort de la Haute Silésie. Un plébiscite doit être organisé pour que ses habitants se prononcent eux-mêmes sur leur appartenance. 
Le 11 février 1920, une Commission interalliée présidée par le général français Henri Le Rond (en) s'installe donc à Opole afin de superviser le plébiscite et assurer la gouvernance provisoire de la région. Korfanty est nommé par le gouvernement polonais le président du comité polonais qui s'installe à Bytom. Le 17 août, les Allemands provoquent des émeutes à Katowice, en protestant contre les envois d'armes pour Varsovie, qui combat contre les bolcheviks. Lors des affrontements Andrzej Mielęcki (pl), un médecin polonais, porte secours aux blessés par des soldats français qui tirent sur les milices allemandes démolissant des magasins polonais. Reconnu comme polonais, le médecin est enlevé et torturé par les militants allemands. Son corps mutilé est retrouvé plus tard dans la rivière Rawa à Katowice. En réponse, la nuit du 19 au 20 août 1920, Korfanty déclenche la deuxième insurrection. Les insurgés veulent évincer la police de sécurité allemande de la zone du plébiscite et de liquider les organisations paramilitaires et les milices allemandes. Les forces alliées interviennent et le soulèvement s'arrête le 25 août. La police allemande est remplacée par une police mixte germano-polonaise, et les personnes venues en Haute Silésie après août 1919 sont expulsées de la zone du plébiscite. 
Néanmoins, la campagne de plébiscite qui se déroule le 20 mars 1921 est brutale. Les résultats donnent 707 000 suffrages pour l’Allemagne et 479.000 pour la Pologne.  Aux vues des résultats, le gouvernement allemand pense alors pouvoir conserver la totalité de la Haute Silésie mais les Polonais s’en tiennent au partage prévu par le traité de Versailles et soulignent la nécessité de mettre en place une ligne de démarcation. Ils évoquent le fait que 191.000 des votants allemands ont été amenés par trains spéciaux de quatre coins de l'Allemagne dans les deux semaines précédant le vote. La rumeur que seulement seulement Pszczyna et Rybnik restent à la Pologne provoque des grèves suivies par la troisième insurrection polonaise déclenchée le 3 mai 1921. Korfanty prend la tête du soulèvement. L'intervention de la Société des Nations permet de mettre un terme au conflit et le tracé définitif est établi en octobre 1921. La Pologne récupère 29% du territoire et 46% de la population la Haute-Silésie avec le bassin minier de Katowice, cependant les grandes villes telles que Bytom, Gliwice et Zabrze restent toujours de l'autre côté de la frontière.

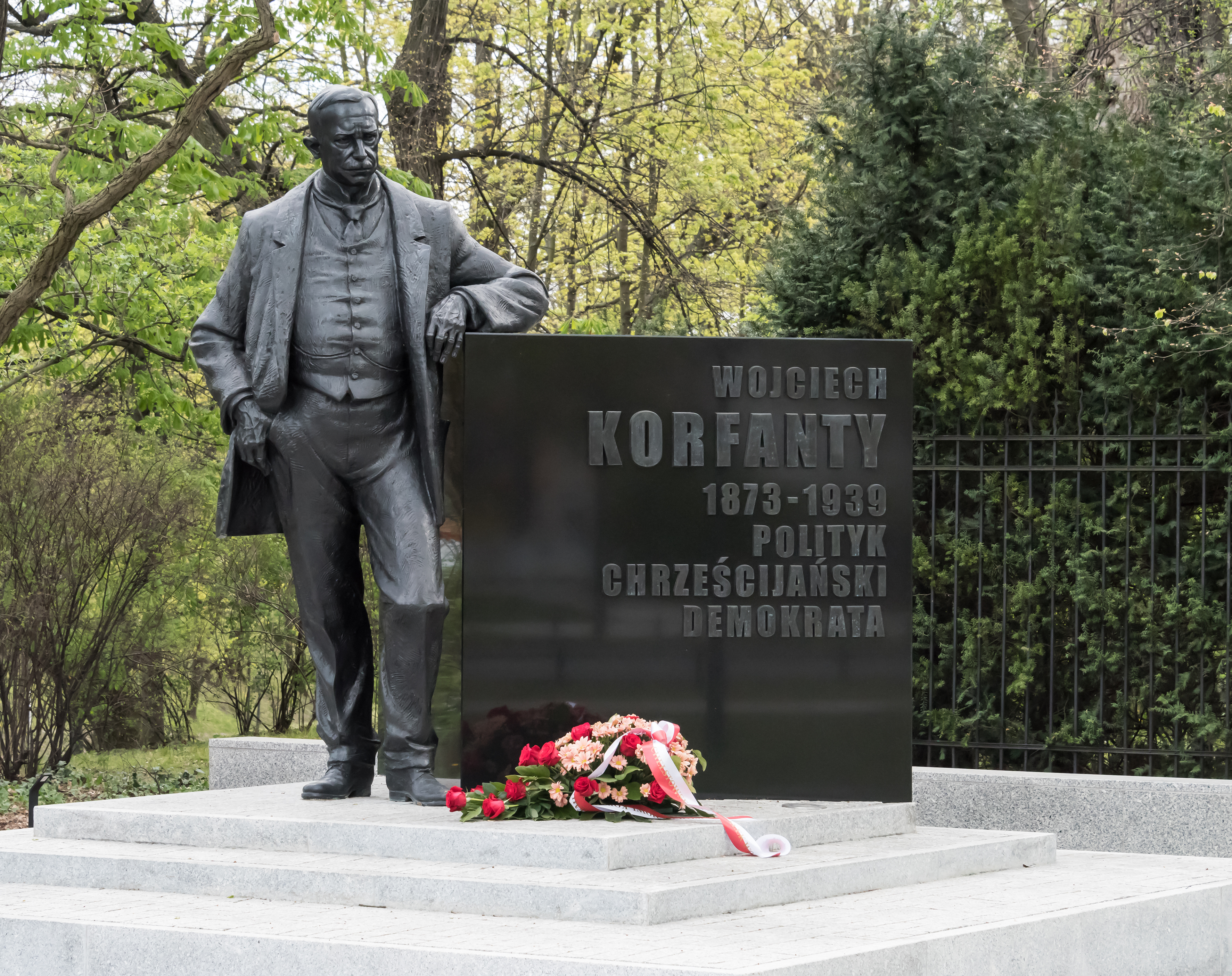
Monument de Wojciech Korfanty à Varsovie

### Activité politique en Pologne
En 1922, Korfanty est élu à la Diète polonaise sur la liste des chrétiens démocrates. Face à l'échec du socialiste Artur Śliwiński de former un gouvernement, la Diète nomme au poste de premier ministre Korfanty. Cependant, en raison des du chef de l'État Józef Piłsudski et de la menace d'une grève générale du Parti socialiste polonais, la commission retire sa nomination. Korfanty deviendra vice premier ministre dans le gouvernement de Wincenty Witos mais il gardera ce poste brièvement - d'octobre à décembre 1923. 
En 1924, il crée le journal Rzeczpospolita et Polonia. 
Korfanty désapprouve le coup d'état de Piłsudski en 1926 et juge que c'est un crime. Dès lors, il n'y aura plus de place pour lui dans la politique nationale polonaise. En 1930, il est arrêté et enfermé à Brześć Litewski où il est maltraité. À sa libération, il retourne en Silésie.  

### Condamné à l'exil
En 1935, il s'enfuit en Tchécoslovaquie de peur d'être de nouveau arrêté. Il reste quelque temps chez Wincenty Witos à Rožnov, puis déménage à Prague. Il ne peut pas retourner au pays même pour les funérailles de son fils Witold en 1938 car le gouvernement de Felicjan Sławoj Składkowski refuse de lui garantir sa sécurité. En 1936, Korfanty participe à la création du Front de Morges, un accord politique des militants des partis centristes exilés, pour lutter ensemble contre le régime de Sanacja et sa politique étrangère. Il fonde le Parti du travail dans lequel fusionne la Démocratie chrétienne et le Parti ouvrier national. Après l'annexion de la Tchécoslovaquie par le Troisième Reich, il s'enfuit en France. 
En avril 1939, après que l'Allemagne ait mis fin au pacte de non-agression avec la Pologne, il décide de rentrer à son pays malgré les menaces qui pèsent sur lui de la part du régime. Il est tout de même arrêté et emprisonné. Il n'est libéré qu'en juillet 1939, gravement malade. Il meurt le 17 août à Varsovie. 
Korfanty est enterré à Katowice. Ses funérailles sont une occasion d'une grande manifestation patriotique.